# Camille Drevet
Pour les articles homonymes, voir Drevet.
Camille Drevet, née le 21 juin 1881 à Grenoble et décédée le 18 mai 1969 à Annecy, est une militante anticolonialiste, féministe et pacifiste française.Elle est une figure importante de la section française de la Ligue contre l’impérialisme et l’oppression coloniale.

## Biographie

### Famille
Camille Drevet est la fille d'Eugène Bonnat, instituteur, et de Marie-Louise Génon, sans profession. Elle est élève boursière au lycée de Grenoble puis au collège Sévigné à Paris et ensuite à l'université de la Sorbonne.
Henri-Paul Drevet et Camille Bonnat se marient le 29 août 1904 à Grenoble. Son mari, lieutenant de chasseurs alpins, est envoyé au front de la Première Guerre mondiale et meurt à Wancourt le 2 octobre 1914. Cet événement tragique est à l'origine des engagements militants ultérieurs de Camille Drevet. Elle déménage à Paris en septembre 1920.

### Engagement militant
La Ligue d’action féminine pour le suffrage des femmes se forme sous l’impulsion des Amis de La Voix des femmes auquel Camille Drevet collabore. La première réunion de cette ligue a lieu le 6 décembre 1925, chez Marthe Bray à Paris. Une trentaine de personnes sont présentes, comme la pacifiste Gabrielle Duchêne. Avec Colette Reynaud, Drevet est rédactrice en chef à partir du 21 janvier 1926 du journal féministe La Voix des femmes.
Lors du congrès international de la Ligue internationale des femmes pour la paix et la liberté (LIFPL) en septembre 1926, elle représente la section française à Dublin aux côtés de Gabrielle Duchêne, Marcelle Capy et Germaine Kellerson.
Le 16 juin 1927, elle est élue au comité directeur de la section française de la Ligue contre l’impérialisme et l’oppression coloniale où Henri Barbusse, Victor Basch sont présents.
Elle est nommée secrétaire internationale de la LIFPL en décembre 1930 à Genève pour remplacer Mary Sheepshanks (en). Sa présence en Suisse est jugée avancer les intérêts du bolchevisme par les autorités suisses aussi quitte-t-elle ce territoire le 14 juillet 1933.
Elle rejoint les rangs de la Ligue internationale des combattants de la paix en 1934.
En février 1957, Camille Drevet, dans le cadre de sa collaboration pour l'Association des amis de Gandhi avec Louis Massignon, rend visite à Jules Monchanin au monastère bénédictin de Shantivanam en Inde.

## Œuvres
- Massignon et Gandhi, Le Cerf, 1967